# Topol (Chrudim)
Topol je vesnice a část města Chrudim, nachází se asi 3,5 km na východ od města. Prochází tudy železniční trať Chrudim–Borohrádek a silnice II/340. K Chrudimi byla Topol připojena 1. ledna 1990. Topol je také název katastrálního území o rozloze 4,63 km². Katastrální území Topol sousedí s katastrálním územím Chrudim, Kočí, Vejvanovice, Úhřetice, Tuněchody a Vestec u Chrudimi. Leží v něm i Chrudim IV.

## Historie
První písemná zmínka o vesnici pochází z roku 1399.

## Přírodní poměry
V severní části katastrálního území (s malým výběžkem na území Tuněchod) se rozkládá přírodní rezervace Habrov, kde jsou v porostu pozůstatky pravěkého hradiště z konce neolitického období, dnes chráněné jako kulturní památka.
Dne 4. května 1919 byla na návsi před domem čp. 31 zasazena Lípa svobody.

## Pamětihodnosti
- smírčí kříž u silnice
- archeologické stopy pravěkého hradiště v poloze Na Hradě